# Общество друзей СССР
«Общество друзей СССР» (Stowarzyszenie Przyjaciół ZSRR, SP ZSRR) — подпольная организация, которая была создана в начале 1940 года коммунистами Варшавы. Организация действовала в 1940 — 1941 годы на территории Польши, оккупированной Третьим рейхом.

## История
Первые, ещё слабо связанные между собой и немногочисленные подпольные организации, объединявшие бывших членов КПП возникли в Варшаве в конце 1939 года. В начале 1940 года началось их объединение в пять достаточно крупных групп:
- первая организация, которую возглавил Юзеф Бальцежак, возникла в результате объединения нескольких «пятерок» и «учебно-дискуссионных кружков» в Жолибоже (районе Варшавы, расположенном в северо-западной части города);
- в районе Праги возникла организация, которую возглавлял Пётр Грущинский[3];
- в районе Мокотув возникла организация, которую возглавлял Антоний Енджейчак;
- в районе Охота возникла организация, которую возглавлял Щепан Домбровский;
- в районах Воля и Повисле действовала организация, которую возглавлял Теодор Чарковский.

Несколько позже подпольные группы были созданы в большинстве районов Варшавы, а позднее организация распространила деятельность на Енджеювский, Влошчовский, Пиньчовский повяты Келецкого воеводства; Меховский повят Краковского воеводства. Весной 1941 года были установлены контакты с активистами в Верхней Силезии, Домбровском угольном бассейне, Хшановском повяте и Тешинской Силезии.
Руководителями организации являлись Петр Грущинский, Бронислав Гаецкий, Августин Буковецкий, Эдвард Бониславский, Юзеф Бальцежак, Юзеф Матыщак, Серафин Брузьдзинский, Теодор Чарковский, Юзеф Госьчиняк, Антоний Енджейчак, Бронислав Петрковский, Бронислав Соколовский.
- среди активистов организации были писательница Антонина Соколич-Мерклева, довоенный деятель польского коммунистического движения Кароль Вуйчек и др.

Организация установила контакты и сотрудничала с несколькими левыми группами: Союзом Рабоче-крестьянских советов «Молот и серп», социалистической группой «Спартакус», группой «Радиобюллетеневцев», «Рабоче-крестьянской боевой организацией» («РХОБ»), а также с группой бывших членов союза «Жизнь» («Жиче»), социалистической группой Станислава Дюбуа, объединившейся вокруг газеты «Баррикада свободы» («баррикадовцы») и с активистами польской секции коммунистической партии Чехословакии, действовавшей в Тешинской области.
В структуре организации были образованы несколько специализированных секций, отвечавшие за основные направления деятельности: «политическая секция», «редакционная секция», «техническая секция», «секция печати», «секция пропаганды». Также, в составе организации была создана «подпольная школа» для подготовки кадров к работе в условиях конспирации.
С марта 1940 года члены организации начали выпускать радиобюллетень «Wieści ze świata», а с июля 1940 года — газету «До звыченьства» («Do Zwycięstwa»), кроме того, участниками организации также были выпущены несколько брошюр («Речь Димитрова» и др.) и листовки.
В конце августа 1940 года гестапо были арестованы активисты организации Август Буковецкий и Казимеж Гродецкий.
После нападения Германии на СССР 22 июня 1941 года Пётр Грущинский выступил за переход к более решительным формам борьбы: диверсиям, саботажу, уничтожению немецких оккупантов и их пособников.
С целью выведения из строя автомобильного транспорта, активисты организации начали изготавливать металлические шипы и рассыпать их на дорогах, по которым осуществлялось движение немецких автомобильных колонн.
Бронислав Гаецкий начал формирование военного отдела («wojskówka»), на основе которого впоследствии предполагалось создать отряд «Рабочей гвардии», он успел достать оружие, однако боевых операций против оккупантов организация провести не успела — после ареста Гаецкого немцы обнаружили устроенный им тайник и изъяли находившееся там оружие и взрывчатку.
Также, активисты варшавского отделения организации (в частности, семья Матысяк) установили контакты с советскими военнопленными, содержавшимися в здании школы в Праге, оказывали им помощь продуктами питания и помогали скрыться военнопленным, бежавшим из этого лагеря.
В середине 1941 года началась консолидация подпольных организаций и групп коммунистической, социалистической и левой ориентации. После того, как в конце сентября — начале октября 1941 года, в результате объединения нескольких меньших по численности организаций возник «Союз освободительной борьбы» (Związek Walki Wyzwoleńczej, ZWW), активисты «Общества друзей СССР» вошли в состав ZWW.
В октябре 1941 года полиция генерал-губернаторства нанесла серьёзный удар по «Обществу друзей СССР», в результате серии облав и массовых арестов были схвачены почти все члены Центрального Комитета и варшавского руководства организации.
В дальнейшем, после образования в январе 1942 года Польской рабочей партии, активисты «Общества друзей СССР» вошли в состав ППР.